# Robache (Vosges)
Pour l’article homonyme, voir Robache.
Robache est une section de la commune française de Saint-Dié-des-Vosges, dans le département des Vosges.

## Toponymie
Cette localité  porte le nom du ruisseau, le Robache, qui la traverse.
Anciennes mentions : Robach (XIe siècle) ; Robech (1293) ; Roibach (XIIIe siècle) ; Roubech (1309) ; Robeich (1318) ; Robeche (1323) ; Roubache (1334) ; Roubaich (1339) ; Robache (1345) ; Roibaiche (1345) ; Rourbache (1370) ; Robaich (1399) ; Robaich (XIVe siècle) ; Robaige (XIVe siècle) ; Robaiche (1442) ; Roback (1791). 

## Histoire
Robache était le chef-lieu d'une mairie au bailliage de Saint-Dié ; la municipalité à laquelle cette mairie avait fait place en 1790 a été, par la loi du 27 mars 1791, supprimée et réunie à celle de Saint-Dié.
C'est dans ce hameau au nord de la commune de Saint-Dié-des-Vosges qu'à été trouvé en 1844 un important trésor de pièces romaines dénommé « trésor de Robache ».

## Patrimoine
- Chapelle saint Sébastien[2].